# Rhossili

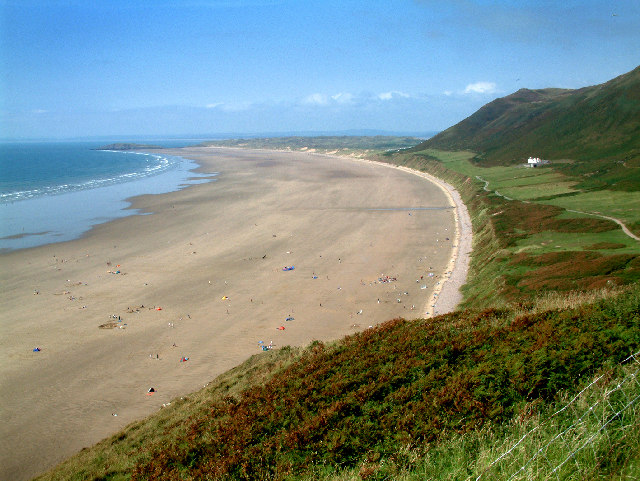
La baia di Rhossili

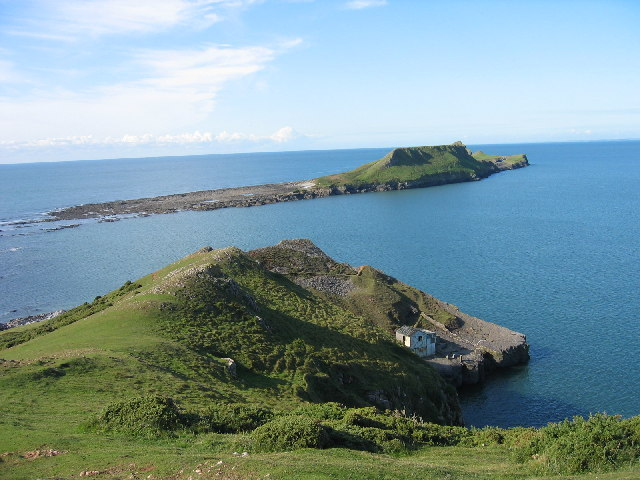
Worm's Head, presso Rhossili

Rhossili  (in gallese: Rhosili) è un villaggio con status di community della costa meridionale del Galles, situato nella Penisola di Gower, di fronte al Canale di Bristol (Bristol Channel; Oceano Atlantico), e facente parte dell'area principale di Swansea.
La località è famosa per il promontorio chiamato "Worm's Head", situato nei dintorni.

## Etimologia
Il toponimo Rhossili deriva dall'unione del termine gallese rhos, che significa "brughiera" con il nome di un santo, San Sulien o San Sili  (vescovo di St David's, vissuto nell'XI secolo).

## Geografia fisica

### Collocazione
Rhossili si trova nella costa occidentale della Penisola di Gower, a ca. 30 km ad ovest di Swansea e di The Mumbles e a ca. 15 km a nord-ovest di Oxwich.

## Turismo
La località è frequentata dagli amanti del surf.

### Edifici e luoghi d'interesse
- Chiesa di Santa Maria (St Mary's Church)[1]
- Baia di Rhossili[1]
- Promontorio di Worm's Head
- Siti preistorici[1]